# Olovlig befattning med falska pengar
Olovlig befattning med falska pengar är ett brott som infördes genom tillägg i brottsbalken 2001. 
Avsikten var att förbättra den straffrättsliga regleringen av penningförfalskning och utprångling av falska pengar. Tillägget syftade också till att genomföra ett inom Europeiska unionen antaget rambeslut om förstärkning av skyddet mot förfalskning i samband med införandet av euron.
Efter tillägget är all befattning med falska sedlar eller mynt straffbar.
Påföljden är fängelse i högst två år. Vid ringa brott kan fängelse i högst sex månader följa. Vid grovt brott är påföljden fängelse lägst i sex månader och högst i fyra år.
Straffstadgandet om olovlig befattning med falska pengar trädde i kraft den 1 april 2001.
Enligt Hovrätten över Skåne och Blekinge ansågs brottet inte vara av den art, som grundar presumtion för fängelse.

## Fotnoter
1. ↑  http://www.regeringen.se/sb/d/108/a/1008
2. ↑  https://lagen.nu/1962:700#K14P6a
3. ↑  https://lagen.nu/dom/rh/2004:17